# Фланн Синна
Фланн Синна (Фланд мак Маэлсехнайлл (др.‑ирл. Flann Sinna, Fland Mac Máel Sechnaill; около 847 — 25 мая 916) — король Миде в 877—916 годах и верховный король Ирландии в 879—916 годах. 
Сын верховного короля Ирландии Маэлсехнайлла мак Маэл Руанайда из рода Кланн Холмайн (ирл. — Clann Cholmáin), ветви Южных Уи Нейллов. Мать — Ланн (Lann), сестра Кебалла мак Дунлайнге (ирл. — Cerball mac Dúnlainge), короля Осрайге.
Был избран верховным королём Ирландии после смерти своего двоюродного брата и отчима Аэда Финдлиата 20 ноября 879 года. Правление Фланна Синны проходило по классической схеме правления верховных королей Ирландии: взимание дани, взятие заложников с вассальных королевств Лейнстера, Мунстера, Коннахта, Ульстера и некоторых мелких королевств Ирландии. Однако правление его было более успешным, чем у предыдущего и нескольких следующих верховных королей Ирландии. Известно несколько монументальных крестов, названных его именем. Фланн Синна построил самый большой храм монастырского комплекса Клонмакнойс — Клонмакнойсский собор или Даймлиаг (ирл. — Daimliag).
Фланн Синна планировал прекратить чередование на королевском троне Северных и Южных Уи Нейллов и установить наследование трона династией Кланн Холмайн. Однако его планам не суждено было осуществиться: его любимый сын Энгус был убит Ниаллом Глундубом 7 февраля 915 года.

## Ирландия и первый век викингов
Эпоха викингов в Ирландии началась 795 года с нападения викингов на монастыри на островах Ратлин (ирл. — Rathlin), Инишмуррай (ирл. — Inishmurray) и Инишбофин. В последующие 20 лет нападения викингов были единичными и ограничивались пиратскими набегами на побережье. В Ирландии викингов тогда называли «иностранцами» и «язычниками». «Анналы Ульстера» сообщают о нападениях викингов на северные земли Ирландии в начале IX в. В 820-х годах есть многочисленные записи о нападениях на Ульстер на Лейнстер. Частота нападений резко возросла в 30-х годах IX в. В 837 году целые флотилии викингов действовали на реках Лиффи и Бойн. В 839 году флот викингов появился на озере Лох-Ней на северо-востоке Ирландии.
Анналы сообщают, что первые постоянные поселения викингов в Ирландии возникли в 841 году близ Дублина и Аннагассана. В последующие десятилетия были созданы поселения Уэксфорд, Уотерфорд, Лимерик, Корк. Анналы сообщают имена предводителей викингов, захватывавших земли в Ирландии — Тургейс, Харальд Файрайр. Первый из них был взят в плен ирландцами и утоплен в озере Лох-Оуэл в 845 году. Против викингов успешно воевал верховный король Ирландии Маэлсехнайлл мак Маэл Руанайд, что только в одной из битв уничтожил 700 викингов в 848 году. Воевал с викингами король Мунстера Олхобар мак Кинаэда (ирл. — Ólchobar mac Cináeda), что убил главаря викингов — ярла Томрайра и, как пишут летописи, «назначил наследника королевства Лайхлинд».
В 849 году появилась новая сила викингов — «темные иностранцы» — даны. Их действия были направлены уже против викингов, имели поселения в Ирландии. В большой морской битве на Карлингфорд Лох даны победили викингов-поселенцев в 853 году. В том же году прибыла еще одна нашествие викингов — «справедливые иностранцы» во главе с Амлайбом — «сыном короля Лайхлинда» и Имаром. Ирландские летописи сообщают, что ирландские короли вместо того чтобы объединиться для защиты страны заключали союзы с викингами во время бесконечных усобиц и войн между ирландскими королевствами.

Основные королевства Ирландии и королевство Миде — личный домен верховного короля Ирландии около 900 года

В 860 годах ирландские летописи с возмущением сообщают, что викинги разграбили древние ирландские курганы — Ньюгрендж, Наут, Даут — священные места для всех ирландцев. Викинги Дублина совершили большой поход в земли пиктов, которые в то время были почти полностью истреблены. Воспользовавшись их отсутствием, верховный король Ирландии Аэд Финдлиат разрушил много поселений и крепостей викингов на севере Ирландии. Амлайб покинул Ирландию в 871 году, Имар умер в 873 году. После этого среди викингов в Ирландии начались конфликты и частые изменения вождей.

## Хроника жизни Фланна Синны
847 год — родился Фланн Синна.
862 год — умер верховный король Ирландии Маэл Сехнайлл мак Маэл Руанайд.
877 год — Фланн Синна убивает Доннхада мак Аэдакайна и становится королём Миде.
879 год — умирает верховный король Ирландии Аэд Финдлиат. Верховным королём выбирают Фланна Синну.
881 год — Фланн Синна атакует Арму.
888 год — Фланн Синна разбит викингами в битве у Пилгрим.
889 год — Домналл мак Аэдо Финдлиах нападает на королевство Миде.
892 год — много викингов оставляют Дублин.
900 год — Катал мак Конхобайр (ирл. — Cathal mac Conchobair) — король Коннахта признает власть Фланна Синны мак Маэл Сехнайлла в качестве верховного короля Ирландии.
901 год — убийство Маэл Руанайда — сына Фланна.
902 год — викингов выгоняют из Дублина.
904 год — ссора Фланна с сыном Доннхадом.
905 год — Фланн Синна нападает на королевство Осрайге.
906 год — Фланн совершает поход на королевство Мунстер. Король Мунстера совершает поход на Миде в ответ.
908 год — Фланн Синна вместе с союзниками победил королевство Мунстер в сражении при Белах Мугне и убил их короля Кормака мак Куйленнайна (ирл. — Cormac mac Cuilennáin).
909 год — отстроен и отреставрирован монастырь и оратория в Клонмакнойси по приказу Фланна.
910 год — Фланн Синна нападает на королевство Брейфне.
913 год — Фланн и его сын Доннхад — король южной Бреги сжигают много монастырей, которые относятся к ним враждебно.
914 год — битва между Ниллом Глундубом и Энгусом — сыном Фланна. Энгус смертельно ранен.
915 год — сыновья Фланна Доннхад и Конхобар восстают против отца. Фланн Синна объявляет Нилла Глундуба своим наследником.
916 год — смерть Фланна Синны.

## На шатком троне
Правления Фланна Синны в качестве верховного короля началось с требования заложников от королевства Лейнстер. В 881 году он повел армию ирландцев и «иностранцев» (то есть викингов) в поход на Арму. Фланн Синна заключил союз с сильными врагами ирландцев, когда ему это стало выгодно. Одна из сестер Фланна вышла замуж за одного из вождей викингов для укрепления соглашений и союза. Гиральд Камбрийский сообщал, что Фланн Синна применял типичную для тех времен жестокую и коварную игру в борьбе за власть. Тот же автор писал в своём труде «Topographia Hibernica», что предшественник Фланна, Маэл Сехнайлл, выдал свою дочь замуж за предводителя викингов Тургейса. При этом он послал качестве сопровождения вместе с дочерью 15 юношей, переодетых в девушек (якобы служанок невесты), с целью убить вождя викингов и его ближайших соратников.
«Анналы Ульстера» сообщают, что Фланн Синна сражался с викингами в 888 году в тяжелой и кровопролитной битве под Пилгримом и потерпел в ней поражение. Потери с обеих сторон были огромны. Среди погибших со стороны Фланна Синны был король Коннахта Аэд мак Конхобайр из септа Уи Бриуйн Ай, Лергус мак Круиннен (ирл. — Lergus mac Cruinnén) — епископ Килдара, Доннхад — аббат Килдара. Сообщение о гибели священников во время сражений частые в эпоху викингов.
В 887 году не состоялся съезд вождей ирландских кланов в Тайльтиу (ирл. — Tailtiu) — признак тревожная — судя по всему власть верховного короля было не прочной и не признавалась многими вождями. Успехи Фланна в борьбе с викингами были более чем скромные — викинги продолжали удерживать и захватывать значительные территории в Ирландии. Однако агрессия викингов тормозилась распрями и враждой в самом лагере викингов. «Анналы Ульстера» в том же 887 году сообщают, что вождь викингов «Зигфрих сын Имара — король норманнов был предательски убит своими родственниками». За 888 год «Анналы Ульстера» сообщают, что «Доннхад мак Аэд Филлах совершил поход с людьми севера Ирландии против Южных Уи Нейллов». В 888 году съезд вождей Ирландии в Тайльтиу снова не состоялся.
События 892 году в Англии, где англосаксы нанесли поражение викингам, повлияли на ситуацию в Ирландии. В частности привели к падению власти викингов в Дублине (ирл. — Áth Cliath — Ат Клиат). Ирландские летописи пишут о «большой вражду среди иностранцев Ат Клиат» (то есть викингов), «одни поддерживали сына Имара, другие Зигфриха ярла». Амлайб — сын Имара был убит в 897 году. В 901 году в анналах записано, что «язычники (то есть викинги) были изгнаны из Ирландии». Это, по свидетельству анналов, совершили «воины Лейнстера» во главе с зятем Фланна, Керблаллом, и «воинами Бреги» во главе с Маэлом Финниа мак Фланнаканом (ирл. — Máel Finnia mac Flannacán).
В 901 году Фланн Синна назначил наследником престола своего сына Маэла Руанайда (ирл. — Máel Ruanaid) — «наследника трона верховных королей Ирландии». Это вызвало резкое недовольство вождей кланов, особенно из числа Северных Уи Нейллов. Ведь согласно традиции и неписаным ирландским законам того времени, титул верховных королей Ирландии должен был поочередно передаваться от представителей Южных Уи Нейллов к представителям Северных Уи Нейллов. Поэтому Маэл Руанайд был убит: сожжён вместе с другими благородными людьми и вождями кланов, поддерживавших Фланна во дворце коннахтскими луигни (ирл. — Luigni Connaught). Фланн решил отомстить за это. Он напал на Келлское аббатство, где находился его сын Доннхад, ставший в резкую оппозицию к отцу. Он захватил и отсёк головы многим союзникам Доннхада, которых считал виновными в убийстве Маэла Руанайда. На тот момент Фланн Синна уже более четверти века находился на троне верховных королей Ирландии.
В 905 году Фланн Синна отправился в поход против короля Осрайге Келлаха мак Кербайлла (ирл. — Cellach mac Cerbaill). На троне Осрайге Келлаха сменил его брат Диармайт. Правда, не ясно, кого из двух братьев и почему поддерживал Фланн Синна. В 906 году Фланн Синна вместе со своими союзниками — королевством Лейнстер и некоторыми другими кланами — начал войну против королевства Мунстер и его короля Кормака мак Куйленнайна (ирл. — Cormac mac Cuilennáin) из рода Эоганахтов, правивший с замка на скала Кашел — скалы королей. Кормака мак Куйленнайна считают «злым гением» ирландской истории. Особых успехов в войне не было. В следующем году Кормак мак Куйленнайн совершил ответный поход: он разбил армию Фланна, разорил королевство Миде и королевство Ленстер. В это же время флот Кормака мак Куйленнайна опустошал побережья.

## «Ни копье, ни меч не убьют его»
В 908 году Фланн Синна, опираясь на своего зятя Кербалла мак Муйрекайна (ирл. — Cerball mac Muirecáin) и короля Коннахта Катала мак Конхобайра (ирл. — Cathal mac Conchobair), снова начал войну против Мустере и его короля Кормака мак Куйленнайна. Битва состоялась 13 сентября под Белах Мугна (ирл. — Belach Mugna), что у современного Каслдермата, графство Килдэр. Анналы сообщают, что многие воины и мужи Мунстера отказались идти в поход. Перед походом король Мунстера упал с лошади и все решили, что это плохой знак. Войско Мунстера было разбито. Король Кормак мак Куйленнайн был убит в бою. В этой битве погиб и Келлах мак Кербайлл.
В 910 году Фланн Синна совершил поход на королевство Брейфне. К тому времени Фланн Синна потерял своего союзника Кербалла, который умер от болезни. В 913 и 914 годах Фланн Синна сначала со своим первым сыном Доннхадом, а затем и самостоятельно разорил земли южной Бреги и юга Коннахта — земли кланов, которые стали относиться к нему враждебно. «Анналы Ульстера» сообщают, что во время похода 914 года Фланн Синна разрушил и разорил многие монастыри. В декабре 914 года состоялась битва между Ниалл Глундубом и Энгусом, сыном Фланна. Энгус умер от ран 7 февраля 915 года. Это был второй наследник трона, назначенный Фланн, который умер ещё при его жизни.
В 915 году сыновья Фланна — Конхобар и Доннхад восстали против своего отца. В восстании они опирались на Ниалла Глундуба. Однако восстание было неудачным: мятежников заставили помириться с верховным королём. Фланна тогда поддержал король Бреги Фогартах мак Толайрг (ирл. — Fogartach mac Tolairg).
Вскоре после этого Фланн умир в Маллингаре (современное графство Уэстмит). Это произошло в полном соответствии с пророчеством Берхана 25 мая 916 года. Он правил Ирландией 36 лет, 6 месяцев и 5 дней.
Его преемником в качестве главы Кланн Холмайн и короля Миде стал его старший сын Конхобар. Титул верховного короля Ирландии и трон королей Тары унаследовал его заклятый враг Ниалл Глундуб.

## Семья
Король Фланн Сенная был женат не менее трех раз. От трех разных жен у него было семь сыновей и три дочери.

### Первый брак
Первый брак у него был с Гормлайх инген Фланн мак Конайнг (ирл. — Gormlaith ingen Flann mac Conaing) — дочерью короля Бреги, ключевого союзника его отчима.
От этого брака были дети:
Сын Доннхад Донн (ирл. — Donnchad Donn) (ум. 944) — будущий король Миде и будущий верховный король Ирландии (919—944).
Дочь Гормлайх инген Фланн Сенная (ирл. — Gormflaith ingen Flann Sinna) — нашла своё отражение в литературе как трагическая фигура ирландской истории. Она была замужем за королём Кормаком мак Куйленнайном (ирл. — Cormac mac Cuilennáin) из клана Еогнахта, принявший обет целибата (безбрачия) и стал епископом . Он погиб в бою во время войны против её отца в 908 году. Затем она была замужем за Кербаллом мак Муйрекайном (ирл. — Cerball mac Muirecáin) из клана ОьДунлайнге (ирл. — Uí Dúnlainge), кто обидел её. Но он был ключевым союзником её отца. После смерти Кербалла в 909 году Гормлайх вышла замуж за Ниалла Глундуба, который был непримиримым врагом её отца и братьев. Этот человек умер в 919 году. «Летопись Клонмакнойса» сообщает, что после смерти этого человека она пошла бродить по Ирландии и попрошайничать — от двери до двери. Хотя это событие историки считают поздней выдумкой.

### Второй брак
Второй брак Фланн заключил с Ейхне или Ехне (ирл. — Eithne) — дочерью Аэда Финдлиаха (ирл. — Áed Findliath). От этого брака был сын Маэл Руанайд (ирл. — Máel Ruanaid) — любимый сын короля, которого коварно убили в 901 году. Ейхне была также замужем за Фланнаканом (ирл. — Flannácan) королём Бреги. От этого брака у неё был сын Мел Михиг (ирл. — Máel Mithig). Неясно, этот брак был до женитьбы на Фланне или после. Судя по всему развода с Фланном было следствием соблюдения традиции и древнего обычая. Ейхне потом ушла в монастырь и умерла монахиней в 917 году.

### Третий брак
Третий брак был заключен Фланном с Маэл Муйр (ирл. — Máel Muire) (ум. 913) — дочерью короля пиктов Киннеда мак Альпина (ирл. — Cináed mac Ailpín). К тому времени королевство пиктов было завоевано скоттами и пикты как народ были почти полностью уничтожены. От этого брака были дети:
Сын Домналл (ирл. — Domnall) — будущий король Миде в 919 — 921 годах, был убит своим сводным братом Доннхадом Донном в 921 году.
Сын Энгус (ирл. — Óengus) (ум. 915) — был наследником трона. Умер от ран после битвы с Ниалл Глундубом.
Сын Конхобар (ирл. — Conchobar) — будущий король Миде в 916 — 919 годах, погиб во время битвы с викингами.
Сын Эд (ирл. — Áed) — был ослеплен по приказу Доннхада Донна в 919 году.
Дочь Лигах (ирл. — Lígach) (ум. 923) — стала женой Мела Михига мак Фланнакайна (ирл. — Máel Mithig mac Flannacáin) — короля Бреги, вождя клана Сил н-Аэдо Слайне (ирл. — Síl nÁedo Sláine).

## Образ в истории и в литературе
При дворе короля Фланна Синны служило немало выдающихся поэтов своего времени. В частности поэт Маэл Мура Отна (ирл. — Máel Mura Othna) (ум. 887) составил хвалебный стих в честь короля — «Фланн над Ирландией». В стихотворении упоминается, что предком Фланна был славный король Туатал Техтмар (годы правления 80 — 100 или 76 — 106), что заставил к послушанию и покорности других вассальных королей и вождей кланов Ирландии, превратил Ирландию в единое могущественное королевство. В стихотворении пишется, что Фланн объединит мужей Ирландии для борьбы с её врагами. Фланн поставил величественные каменные кресты в Клонмакнойси и Киннити на которых было написано, что Фланн — это король Ирландии (ирл. — Rí Érenn). Фланну приписывают создание Кумды (ирл. — cumdach) — древней библиотеки, создание во времена его правления и под его патронатом «Книги Дарроу» — шедевра древнего книжного искусства.